# 郭军 (1953年)
郭军（1953年—），福建福州人，汉族，中华人民共和国政治人物、第十二届全国人民代表大会福建地区代表。

## 生平
毕业于大连理工大学水利水电专业，現為中国水利水电科学研究院副总工程师。2013年，担任全国人大代表。2018年2月24日，当选为第十三届全国人大代表。